# Genesys (jeu de rôle)
 (décembre 2023).
La mise en forme du texte ne suit pas les recommandations de Wikipédia : il faut le « wikifier ».
Les points d'amélioration suivants sont les cas les plus fréquents. Le détail des points à revoir est peut-être précisé sur la page de discussion.
- Les titres sont pré-formatés par le logiciel. Ils ne sont ni en capitales, ni en gras.
- Le texte ne doit pas être écrit en capitales (les noms de famille non plus), ni en gras, ni en italique, ni en « petit »…
- Le gras n'est utilisé que pour surligner le titre de l'article dans l'introduction, une seule fois.
- L'italique est rarement utilisé : mots en langue étrangère, titres d'œuvres, noms de bateaux, etc.
- Les citations ne sont pas en italique mais en corps de texte normal. Elles sont entourées par des guillemets français : « et ».
- Les listes à puces sont à éviter, des paragraphes rédigés étant largement préférés. Les tableaux sont à réserver à la présentation de données structurées (résultats, etc.).
- Les appels de note de bas de page (petits chiffres en exposant, introduits par l'outil «  Source ») sont à placer entre la fin de phrase et le point final[comme ça].
- Les liens internes (vers d'autres articles de Wikipédia) sont à choisir avec parcimonie. Créez des liens vers des articles approfondissant le sujet. Les termes génériques sans rapport avec le sujet sont à éviter, ainsi que les répétitions de liens vers un même terme.
- Les liens externes sont à placer uniquement dans une section « Liens externes », à la fin de l'article. Ces liens sont à choisir avec parcimonie suivant les règles définies. Si un lien sert de source à l'article, son insertion dans le texte est à faire par les notes de bas de page.
- La présentation des références doit suivre les conventions bibliographiques. Il est recommandé d'utiliser les modèles {{Ouvrage}}, {{Chapitre}}, {{Article}}, {{Lien web}} et/ou {{Bibliographie}}. Le mode d'édition visuel peut mettre en forme automatiquement les références.
- Insérer une infobox (cadre d'informations à droite) n'est pas obligatoire pour parachever la mise en page.

Pour une aide détaillée, merci de consulter Aide:Wikification.
Si vous pensez que ces points ont été résolus, vous pouvez retirer ce bandeau et améliorer la mise en forme d'un autre article.
Genesys, le jeu de rôle des univers infinis est un jeu de rôle sur table publié par Fantasy Flight Games en novembre 2017. Le livre présente une version générique d'un système de dés narratif introduit précédemment dans le jeu de rôle Star Wars du même éditeur, élargissant ce système pour permettre de l'utiliser dans n'importe quel cadre d'aventure ou univers.

## Système de jeu et univers
Le jeu de rôle Genesys est conçu comme un système de jeu universel, pouvant être utilisé pour presque tous les univers, époques ou styles de jeu.

### Les dés personnalisés
Comme dans le jeu de rôle Star Wars de Fantasy Flight Games, le système nécessite des dés polyédriques personnalisés, ou des dés modifiés avec des autocollants pour jouer (bien que des tables de conversions pour les dés à 8 et 12 faces classiques existent). Des applications gratuites permettent aussi de simuler les lancers de dé.
Dans un souci de simplification et d'harmonisation des mécaniques, le jeu Genesys a éliminé le dé blanc (ou "dé de Force"), qui était utilisé pour représenter l'influence de la Force dans le RPG Star Wars, et qui rajoutait des symboles supplémentaires à mémoriser et gérer.
Les dés personnalisés permettent aux dés d'avoir des résultats sur deux axes; le succès qui permet de procéder à la vérification des compétences, et l'influence de la chance sur la tentative.
Normalement, un seul succès sur l'axe réussite / échec est nécessaire pour réussir. Les autres symboles servent à valoriser ou colorer l'action, par exemple en permettant d'accomplir des objectifs secondaires, en subissant des conséquences négatives mineures, etc. Le principe du "oui et" et du "oui mais" est préféré au "tout ou rien".
Il existe des types de dés positifs et négatifs, qui peuvent être ajoutés à un lancer pour représenter des avantages ou des inconvénients lors d'un test de compétence. Ils permettent ainsi d'ajouter à la résolution du test d'autres facteurs - conditions environnementales, obstruction adverse, fatigue...

## Gamme
- Livret de règles de base (novembre 2017)
- Royaumes de Terrinoth (avril 2018) [2]
- Android : Shadow of the Beanstalk (2018) [3]
- Écran du maître de jeu Genesys (2019) [4]
- Guide étendu du joueur Genesys (2019) [4]
- Keyforge : Les secrets du creuset (2020) [5],[6]
- Braises de l'Imperium (2023) [7]

## Réception
Genesys a été nommé pour le Golden Geek Award 2017 dans la catégorie "jeu de rôle de l'année". Genesys était le jeu numéro 5 sur la liste des best-sellers ICv2 pour les jeux de rôle au printemps 2018. Le jeu dispose également d'une petit communauté active notamment sur Discord.
Richard Jansen-Parkes, pour le magazine imprimé britannique Tabletop Gaming en 2018, a déclaré que "Genesys troque la spécialisation contre l'adaptabilité et perdra probablement en concurrence directe avec les maîtres bien établis de certains genres. Cependant, si vous voulez acheter un livre de règles pour votre groupe de jeu et exécuter une demi-douzaine de mondes étranges et merveilleux sans apprendre de nouvelles règles, il pourrait bien être le nouveau challenger des JDR sans setting". Comme le système est sans univers imposé, Jansen-Parkes a fait remarquer qu'il dépend fortement du maître de jeu pour établir le cadre de jeu ; le Livre de base comprend également des outils de construction de monde détaillés et diverses directives pour modifier le système pour différents genres. Il a souligné que Genesys est construit "sur le châssis robuste des JDR Star Wars récents de Fantasy Flight Games" et a qualifié le système de "dés narratifs" d'"élégant et facile à comprendre" car il "supprime pratiquement tous les calculs traditionnellement impliqués dans les JDR sur table".
John Farrell, pour Gaming Trend en 2018, a attribué au Livre de base une note de 60 sur 100 et a déclaré que "le système Genesys RPG est l'une des bouffées d'air frais les mieux conçues que le marché ait eu depuis des années, mais ce livre de base se présente comme une tentative cynique de vous vendre toujours plus de livres de contenu". Farrell a fait l'éloge de la conception du système, l'appelant "un travail énorme", "un véritable tour de force" et une "collection brillante et dynamique de règles que j'aurais aimé voir davantage". Il a commenté que les «dés narratifs» sont la «fonctionnalité décisive du jeu». Cependant, Farrell n'aimait pas la section Univers du Livre de base car les "univers proposés sont souvent déjà liés aux autres produits FFG" sans suffisamment d'informations pour les exécuter, laissant le maître de jeu avec le choix de "les construire par lui-même à partir de zéro ou de devoir acheter un supplément de contenu. [. . . ] Il n'y a pas assez d'outils ici pour quiconque  ne voudrait pas créer lui-même des univers de jeu entiers, et même dans ce cas, il manque beaucoup de conseils". Farrell pense que le Livre de base "peut éventuellement porter ses fruits" une fois que suffisamment de matériel supplémentaire aura été publié, mais qu'en "l'état actuel" est insuffisant.
Adam Potts, pour TechRaptor en 2019, a déclaré que "le livre de règles de base de Genesys vous permet de jouer à des jeux de rôle dans n'importe quel univers que vous souhaiteriez, comme la fantaisie ou la science-fiction, le cyberpunk ou l'horreur, et l'accent est mis sur une expérience narrative plutôt qu'un jeu de rôle piloté par les statistiques de compétences [. . . ] Le livre de règles de base de Genesys peut être utilisé pour n'importe quel setting et comprend des exemples de six univers et six thématiques pour vous aider à démarrer". Il a souligné que le cœur du système est l'idée des « dés narratifs », ce qui signifie que « lorsque les dés sont lancés, il existe une infinité de façons différentes de les interpréter. Peut-être que vous échouerez à la tâche, mais que vous découvrez quelque chose d'utile. Peut-être que vous accomplissez votre tâche, mais que vous vous êtes blessé pendant le processus, ou peut-être que vous échouez mais révélez une faiblesse d'un ennemi. La différence entre cela et un système de JDR basé sur les statistiques est que vous pouvez facilement interpréter l'ampleur de l'échec ou du succès". Lors de la session de test menée par Potts, les joueurs avaient des sentiments mitigés sur le système de dés allant de "vrai fan de ce que le système de dés narratif essaie de faire" à ceux n'appréciant pas le principe des "dés propriétaire" et craignant que le "système ne soit trop déséquilibré".

### Revues du jeu
- Cannibal Halfling Gaming [13]

## Héritage
Les mécanismes de jeu de la cinquième édition du jeu de rôle Legend of the Five Rings sont construits à l'aide d'une combinaison du système de jeu de rôle Genesys et du système "Roll and Keep" des éditions précédentes de Legend of the Five Rings.
Le supplément paru en 2023 pour Twilight Imperium: The Role-Playing Game de Publisher Edge Studio intitulée Embers of the Imperium, adapte le décor du jeu de société Twilight Imperium: Fourth Edition au système Genesys RPG. De même un supplément est paru pour différents univers déjà détaillés dans d'autres jeux du même éditeur (notamment Android et Terrinoth).